# Fire of Love (pel·lícula de 2022)
Fire of Love és una pel·lícula documental estatunidenca/canadenca de 2022, dirigida, escrita i produïda per Sara Dosa. Explica la vida i carrera professional dels vulcanòlegs Katia i Maurice Krafft. S'ha subtitulat al català.
El documental es va estrenar el 20 de gener de 2022, al Festival de Cinema de Sundance, on Erin Casper i Jocelyne Chaput van guanyar el premi Jonathan Oppenheim per la seva feina d'edició al film. També en 2022, va guanyar el premi a la millor pel·lícula del Festival Internacional de Cinema Documental de Barcelona.

## Argument
A partir de material d'arxiu i de les notes i escrits personals dels protagonistes, la pel·lícula detalla la història de Katia i Maurice Krafft, des que als anys setanta van iniciar una recerca conjunta que els portaria a viatjar per tot el món, durant dues dècades, estudiant l'erupció dels volcans.

## Producció
Sara Dosa va interessar-se per primera vegada per la història de Katia i Maurice Krafft quan estava investigant la seva pel·lícula anterior, The Seer & The Unseen (2019), després de conèixer al vulcanòleg britànic Clive Oppenheimer. Oppenheimer va ajudar a Dosa i al seu equip a localitzar les més de 200 hores de material d'arxiu dels Krafft que van servir per crear Fire of Love.
La directora va fer pública la seva intenció de dirigir i produir el documental el març de 2021, amb la participació de Sandbox Films, la companyia darrera de Fireball, de Werner Herzog.
Dosa va voler centrar el màxim possible del projecte en Katia i Maurice, però hi havia molts buits a l'arxiu, així que va decidir omplir alguns d'aquests buits amb la narració. Aquesta veu en off la va posar l'escriptora, cantant i cineasta nord-americana Miranda July, coneguda per la seva peculiar sensibilitat.

## Estrena
La pel·lícula es va estrenar al Festival de Cinema de Sundance, el gener de 2022, on va guanyar el premi a la millor edició en la categoria de documentals estatunidencs. Poc després, National Geographic Documentary Films va aconseguir els drets del film. i es va associar amb Neon, per distribuir-la en sales comercials. L'abril de 2022 es va anunciar que Neon codistribuiria la pel·lícula.
El documental va recaptar 22.416 dòlars en la seva primera setmana de projecció, quan només es projectava en tres sales de cinema de Nord-amèrica.

## Guardons
- 2022. Festival de cinema de Sundance: Erin Casper i Jocelyne Chaput guanyen el premi Jonathan Oppenheim a la millor edició.[5]
- 2022. Festival Internacional de cinema de Seattle: Premi especial del jurat.[16]
- 2022. Visions du Réel: Premi del públic.[17]
- 2022. Festival de cinema independent de Boston: Gran premi del jurat, al millor documental.[18]
- 2022. Festival Internacional de Cinema Documental de Barcelona: Premi a la millor pel·lícula.[19]